# 麥克阿瑟堡
麥克阿瑟堡（英語：Fort MacArthur），位於美國加利福尼亞州洛杉磯聖佩德羅的一座美國陸軍設施。麥克阿瑟堡少部份設施仍被美國空軍用作洛杉磯空軍基地的住宿及行政用途。麥克阿瑟堡以小阿瑟·麦克阿瑟命名。其子道格拉斯·麦克阿瑟是第二次世界大戰太平洋戰區司令。

## 歷史
1888年，美國總統格罗弗·克利夫兰決定徵用圣佩德罗湾用作的軍事保留區，以用作改善洛杉磯海港區的防衛，當時尚未命名。其後在1897年和1910年擴建，在1914年10月31日正式啟用，並命名為麥克阿瑟堡。麥克阿瑟堡是美國在第一次世界大戰時的訓練中心，並在1917年時首次安裝大型炮台作保衛海港的用途。這些炮台的有效性在建成後歷經多年討論，由於试射時會震動幾英里外的大廈窗戶和房屋，故亦引發鄰近居民的不滿。第二次世界大戰結束後，大型炮台被移走，最後一座大型炮台在1948年退役。斯古德 - 法利炮台在1976年被列入《美國國家史蹟名錄》，而约翰·巴洛和萨克斯顿炮台亦在1982年列入名錄。
冷戰前期，麥克阿瑟堡是美國西岸的主要高射炮基地，亦是第47防空炮兵旅的基地。1954年，勝利女神飛彈炮台安裝在麥克阿瑟堡，該面对空飞弹一直服役至1970年代初期。
1975年，麥克阿瑟堡成為奥德堡的分基地，兩年後堡上和堡下的保護區擁有權亦由美國陸軍改歸洛杉磯市政府所有。其後堡下保護區遭到拆卸，並改建成游艇码头。
麥克阿瑟堡的剩餘部份則在1982年轉交美國空軍，作為洛杉磯空軍基地的行政和房屋設施。

## 天使之门公园
堡上保護區改建為聖佩德羅天使之门公园，該公園是友情之鐘的所在地，亦是多部電視劇和電影的拍攝場地，其中包括電視劇《24》、電影《警網》、《中途島》和《虎！虎！虎！》。
美國國際青年旅舍在一座已翻新的軍營中設有一座擁有57個床位的青年旅舍。
1980年代起，贝尔蒙岸模型铁路俱乐部開始在其中一座軍營建造和管理一個2500平方呎的1950年代N軌加州鐵路模型。該模型鐵路是美國最老和最大的永久性N軌模型鐵路。
天使之門文化中心在1970年代創立，供藝術家創作及展出作品。

## 外部連結
- 麦克阿瑟堡军事博物馆官方網站（页面存档备份，存于）
- 美國地質調查局地名資訊系統：麦克阿瑟堡军事博物馆